# El Nacional (México)

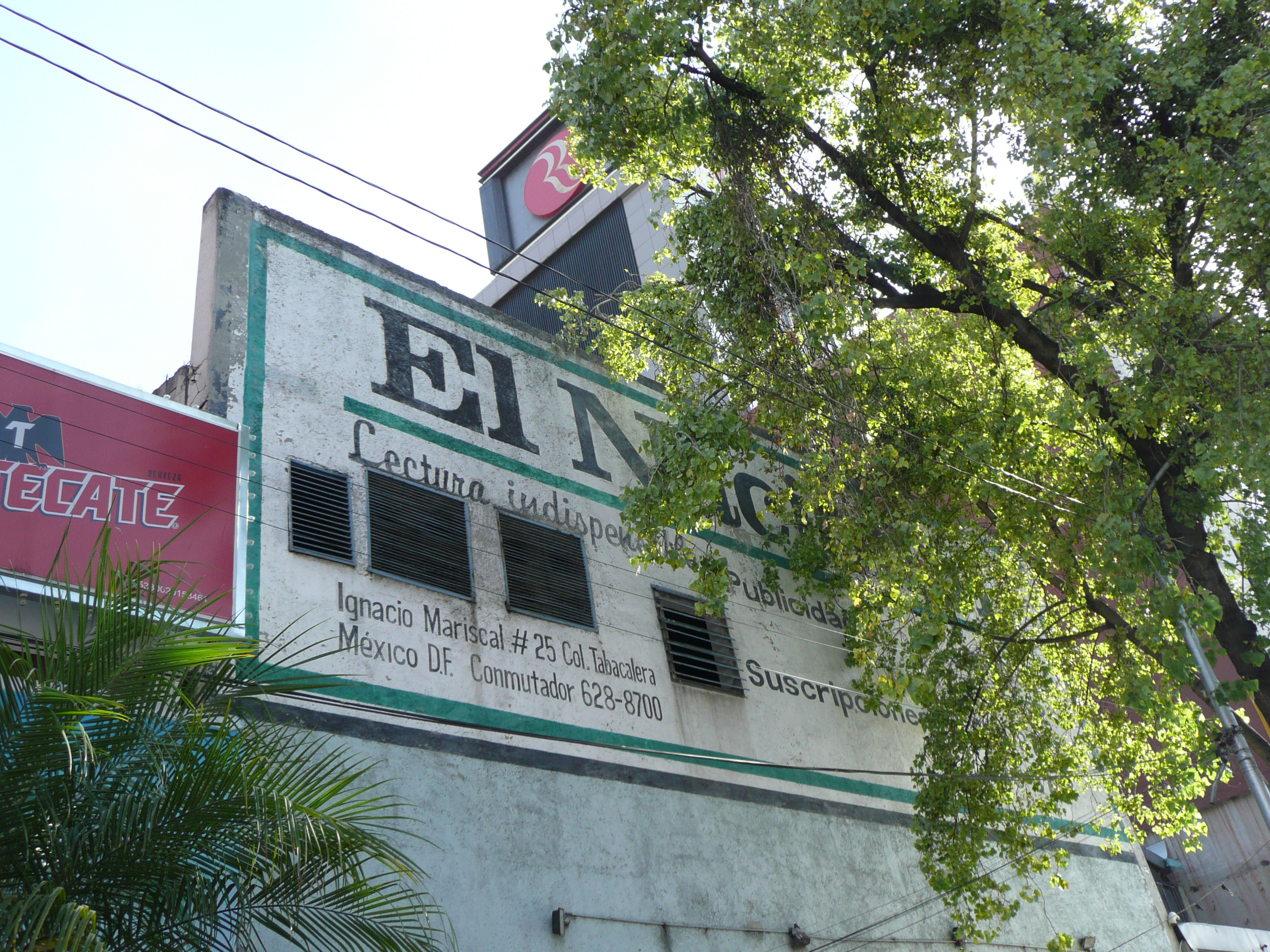
Antigua publicidad del periódico El Nacional en la parte trasera de sus antiguas instalaciones desde entonces abandonadas, en la Calzada México-Tenochtitlan, Ciudad de México.

El Nacional (originalmente denominado El Nacional Revolucionario) fue un periódico mexicano fundado en 1929 como órgano informativo del recién creado Partido Nacional Revolucionario (PNR). De acuerdo con la Ley para la Elección de Poderes Federales de 1918, los nuevos partidos políticos estaban obligados a publicar al menos ocho números de un periódico propagandístico en los dos meses previos a las elecciones. Apareció como una sociedad anónima, pero nunca opera como tal. Jurídicamente no tenía régimen de propiedad definido y dependía económicamente de la secretaría de gobernación, así el presidente de la República era quien nombraba al director.
El 27 de mayo de 1929, se publicó el primer número de El Nacional Revolucionario, como originalmente se denominó, bajo la dirección de Basilio Vadillo. En esa primera edición, se informó que el periódico nacía para «representar a la Revolución en los amplios debates de opinión [...]». Su primera noticia, a ocho columnas, fue el inicio de la campaña presidencial de Pascual Ortiz Rubio, candidato del PNR. González Marín (2006) afirma que siguió un periodismo «serio, didáctico, propagandístico, con definida orientación política e ideológica». Con esa denominación, tuvo el lema «Diario político y de información».
Como órgano del partido se encargó de dar a conocer los principios básicos a militantes, dirigentes y simpatizantes. Además, ensalzó la figura del candidato presidencial y atacó a sus opositores, José Vasconcelos y Pedro Rodríguez Triana. El 15 de mayo de 1931, pasó a denominarse El Nacional y adoptó el lema «Diario popular». Desde su creación contó con un subsidio oficial y sus directores fueron nombrados por el presidente de la República. En esa época, aproximadamente el 15% de su espacio estaba destinado a la publicidad y el gobierno era su anunciante más frecuente. Más tarde, pasó a ser el órgano informativo del Partido de la Revolución Mexicana (PRM), cuando se creó para sustituir al PNR. No obstante, en 1940, durante el mandato de Manuel Ávila Camacho, se convirtió en una entidad gubernamental.
A partir de entonces adoptó la línea de contenido establecida por el mandatario en turno. El Nacional dependía económicamente de la Secretaría de Gobernación. Según Fernando Benítez, a partir del gobierno de Miguel Alemán Valdés, mantuvo una línea consistente en discursos oficiales, alabanzas al presidente en turno y críticas a la oposición. En abril de 1992, el gobierno anunció por vez primera sus intenciones de vender El Nacional, como parte de un paquete que incluía a Imevisión, Compañía Operadora de Teatros y Estudios América. Sin embargo, no se concretó la operación. Otro intento de venta, por separado, fracasó una vez más en julio de 1993. El 13 de septiembre de 1998, la directora Enriqueta Cabrera informó que las autoridades gubernamentales habían decidido cerrar el periódico. La última edición del diario se publicó el 30 de septiembre de 1998. Fue el número 25 024.
A lo largo de sus 69 años de existencia, contó con diversos suplementos, como el Suplemento dominical de El Nacional Revolucionario. “Crónicas. Novelas. Cuentos. Historietas” (1930) o El Nacional Dominical (1931). Los suplementos se suspendieron a finales de 1994 y en ellos participaron autores como Francisco de la Maza, María Elvira Bermúdez y Rafael Pérez Gay, entre muchos otros. El suplemento de mayor relevancia fue la Revista Mexicana de Cultura, que tuvo varias épocas, en donde escribieron personajes como Octavio Paz, José Revueltas y Carlos Monsiváis, así como numerosas personalidades del exilio español. Por otra parte, algunos de sus autores recibieron el Premio Nacional de Periodismo, como Alfonso Carrillo (fotografía, 1977), Fernando Solana (divulgación cultural, 1993) e Ignacio Solares (divulgación cultural, 1994).

## Directores
| Director                       | Periodo                 |
| ------------------------------ | ----------------------- |
| Basilio Vadillo                | 1929 - 1931             |
| Juan de Dios Bojórquez         | 1931                    |
| Luis L. León                   | 1931 - 1934             |
| Froylán C. Manjarrez           | 1934 - 1936             |
| José Ángel Ceniceros           | 1936 - 1937             |
| Gilberto Bosques               | 1938                    |
| Raúl Noriega                   | 1938 - 1947             |
| Fernando Benítez               | 1947                    |
| Guillermo Ibarra Ibarra        | 1948 - 1956             |
| Diego Arenas Guzmán            | 1956 - 1962             |
| Agustín Arroyo Ch.             | 1962 - 1968             |
| Alejandro Carrillo Marcor      | 1968 - 1975             |
| Fernando Martínez Garza Arroyo | 1975 - 1977 1979 - 1982 |
| Luis M. Farías                 | 1977 - 1979             |
| Mario Ezcurdia Camacho         | 1982 - 1988             |
| José Carreño Carlón            | 1988 - 1992             |
| Pablo Hiriart Le Bert          | 1993 - 1994             |
| Guillermo Ibarra Ramírez       | 1994 - 1995             |
| Enriqueta Cabrera Cuarón       | 1995 - 1998             |